# Kamow

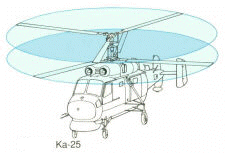
Schemat współosiowego układu wirników w Kamow Ka-25

Kamow – lotnicze biuro doświadczalno-konstrukcyjne założone w 1948 roku w Związku Socjalistycznych Republik Radzieckich (ОКБ Камов), swą nazwę wzięło od nazwiska ówczesnego głównego konstruktora – Nikołaja Ilicza Kamowa – zajmującego się projektowaniem śmigłowców Ka. Siedziba mieści się w miejscowości Lubiercy.
Po śmierci konstruktora w 1973 roku biuro nadal działało pod niezmienioną nazwą, a po przemianach politycznych w Rosji w latach 90 XX wieku przekształciło się w 1992 roku w spółkę akcyjną Kamow (ОАО Камов), producenta śmigłowców, w przeszłości głównie wojskowych (np. Ka-25), obecnie – również cywilnych (np. Ka-62).
Kamow jest znany ze stosowania w swoich konstrukcjach unikalnego i charakterystycznego, współosiowego przeciwbieżnego układu wirników nośnych, którego twórcą był Nikołaj Kamow (np. Ka-27, Ka-32).

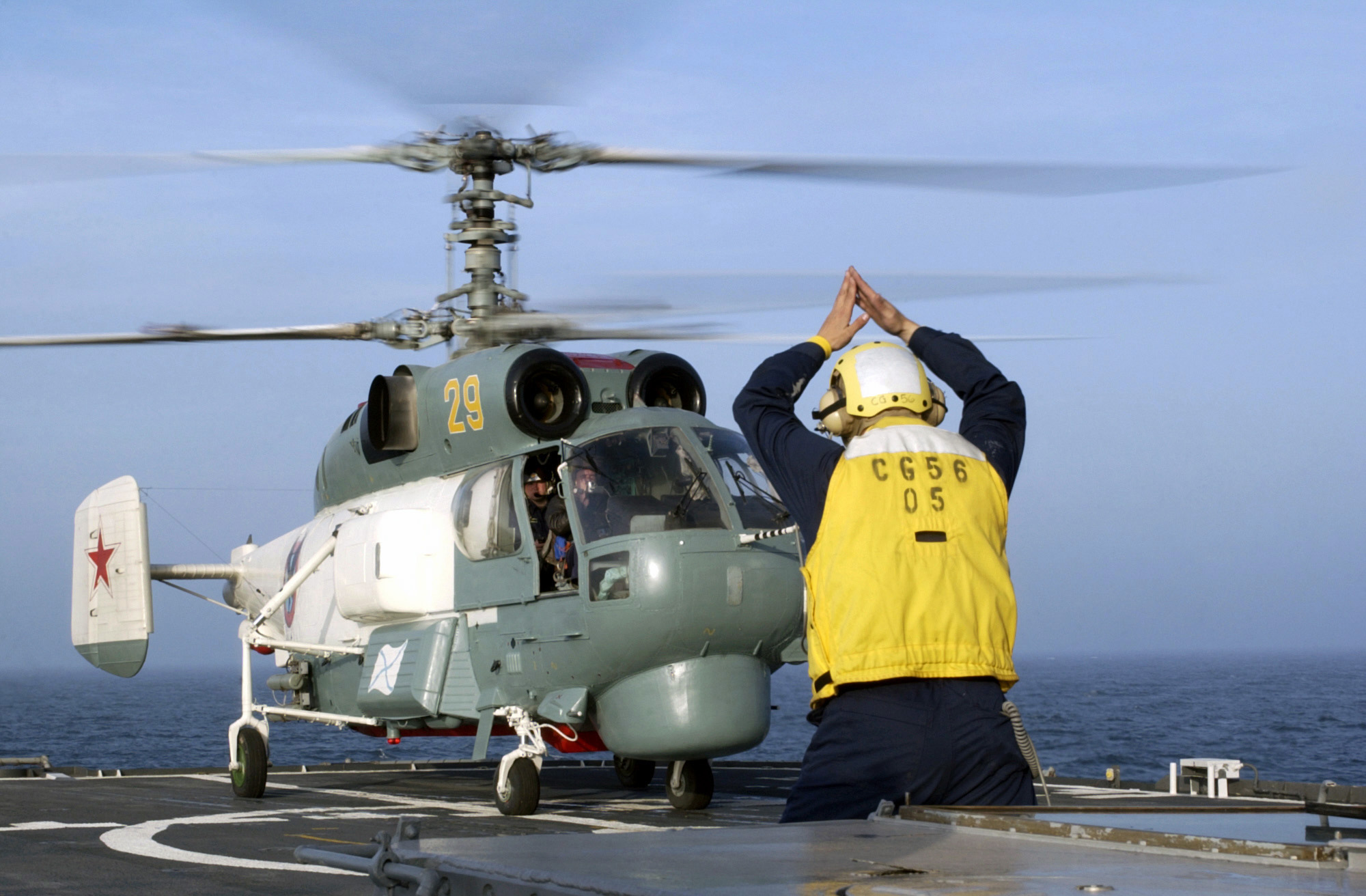
Kamow Ka-27 na pokładzie USS „San Jacinto” podczas manewrów na Morzu Bałtyckim w 2003 roku

Taka konfiguracja nie wymaga stosowania wirnika ogonowego, ponieważ kompensację momentu obrotowego zapewnia drugi, przeciwbieżny wirnik. Pozwala to m.in. na budowanie maszyn bardziej zwartych, o mniejszych gabarytach niż porównywalne maszyny w układzie klasycznym, eliminuje straty mocy powodowane przez konieczność transmisji jej części do śmigła ogonowego, jego brak usuwa również zagrożenie dla personelu naziemnego powstające w konwencjonalnych konstrukcjach.
W 2020 roku fabrykę Mil połączono z fabryką Kamow, tworząc przedsiębiorstwo o firmie Национальный центр вертолётостроения имени М. Л. Миля и Н. И. Камова (Narodowe Centrum Budowy Śmigłowców imienia M.L. Mila i N.I. Kamowa). НЦВ им. М. Л. Миля и Н. И. Камова (w skrócie; NCW im. M.L. Mila i N.I. Kamowa) projektuje Mi i Ka. Ono wchodzi w skład przedsiębiorstwa Wiertoloty Rossii (АО Вертолеты России), powstałego w 2007 roku.
Śmigłowce biura konstrukcyjnego Kamow są produkowane między innymi w Arseniewskich Zakładach Lotniczych „Progress” i Kumiertauskich Zakładach Lotniczych.

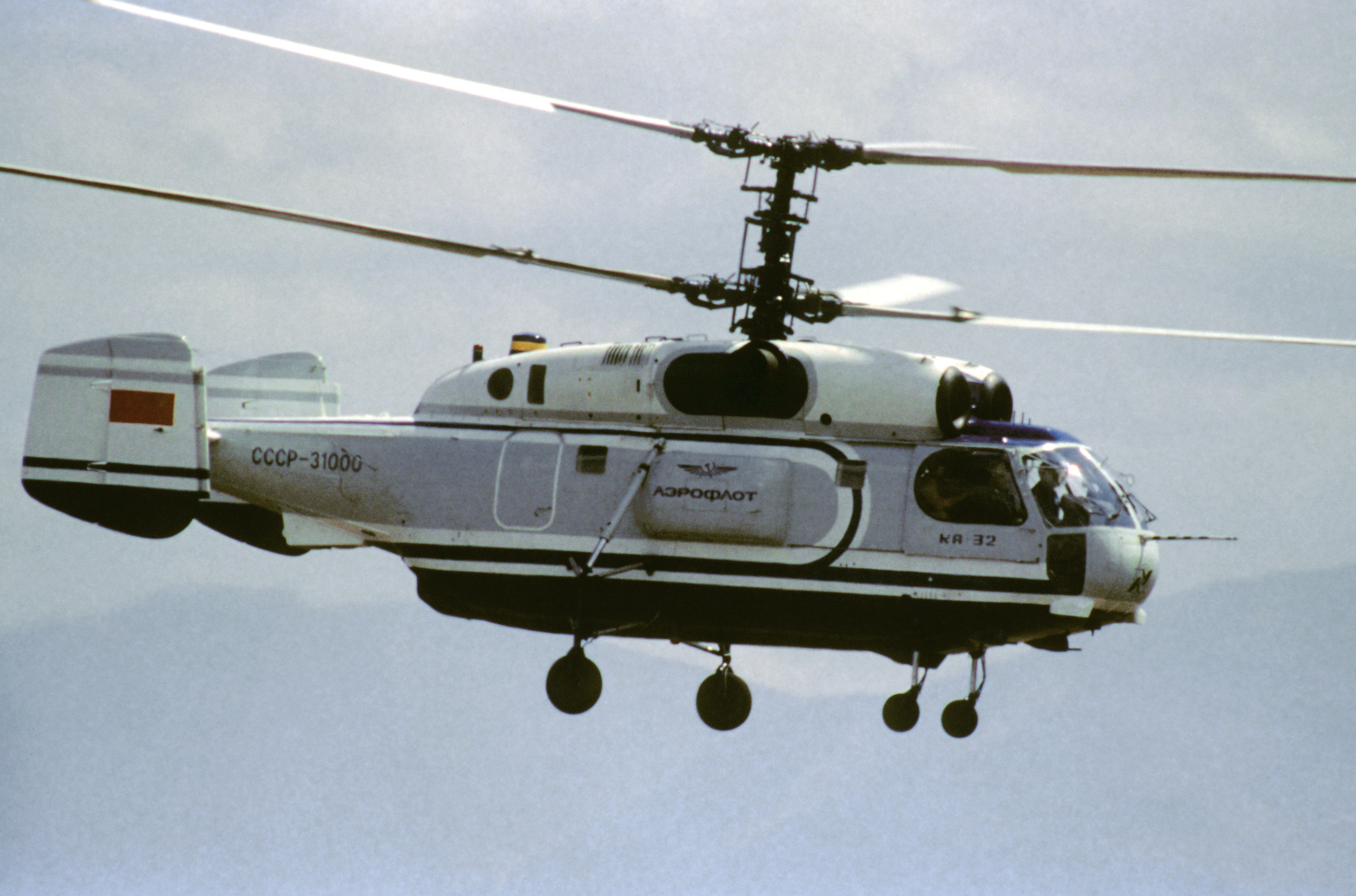
Kamow Ka-32

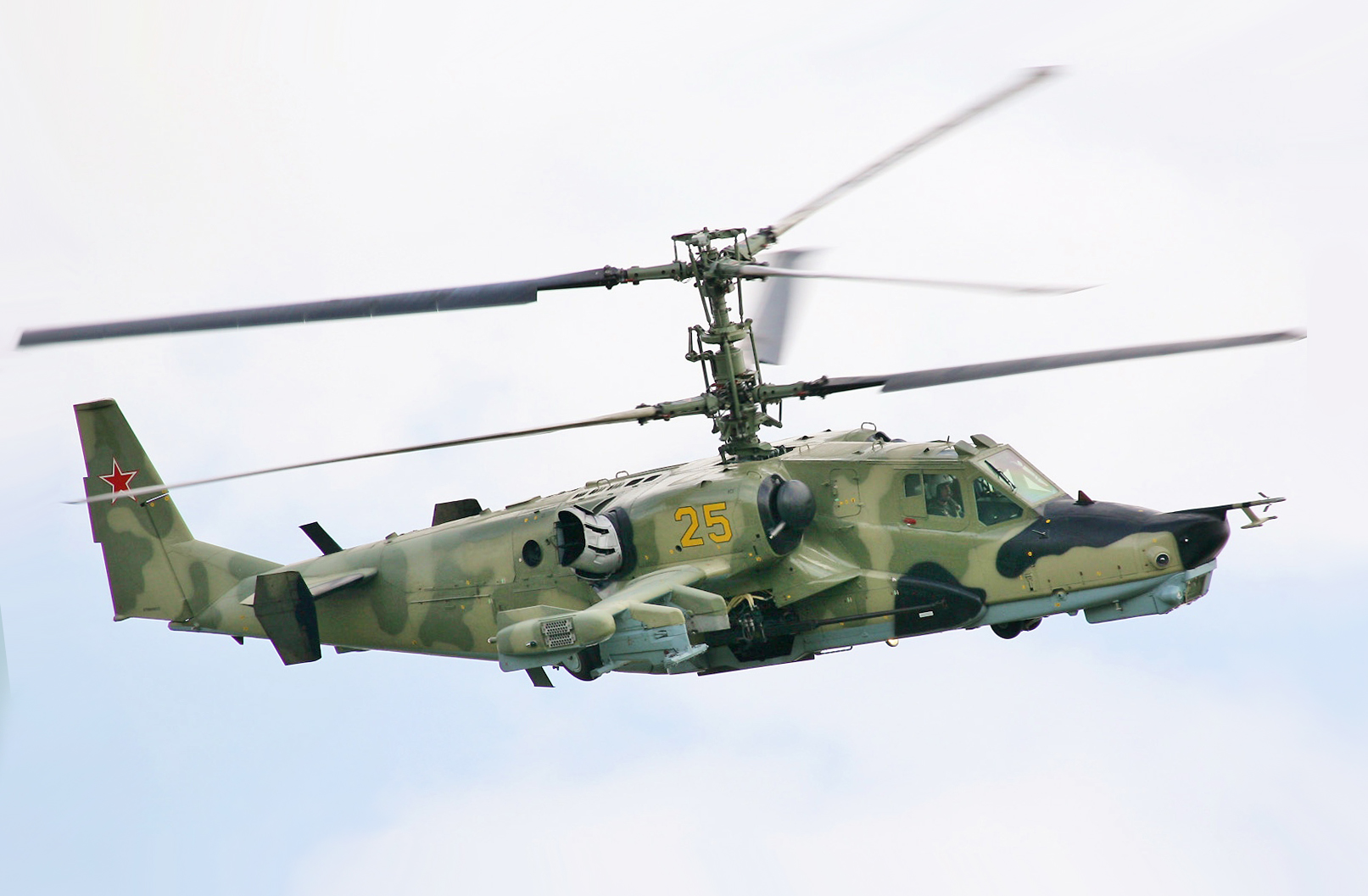
Kamow Ka-50

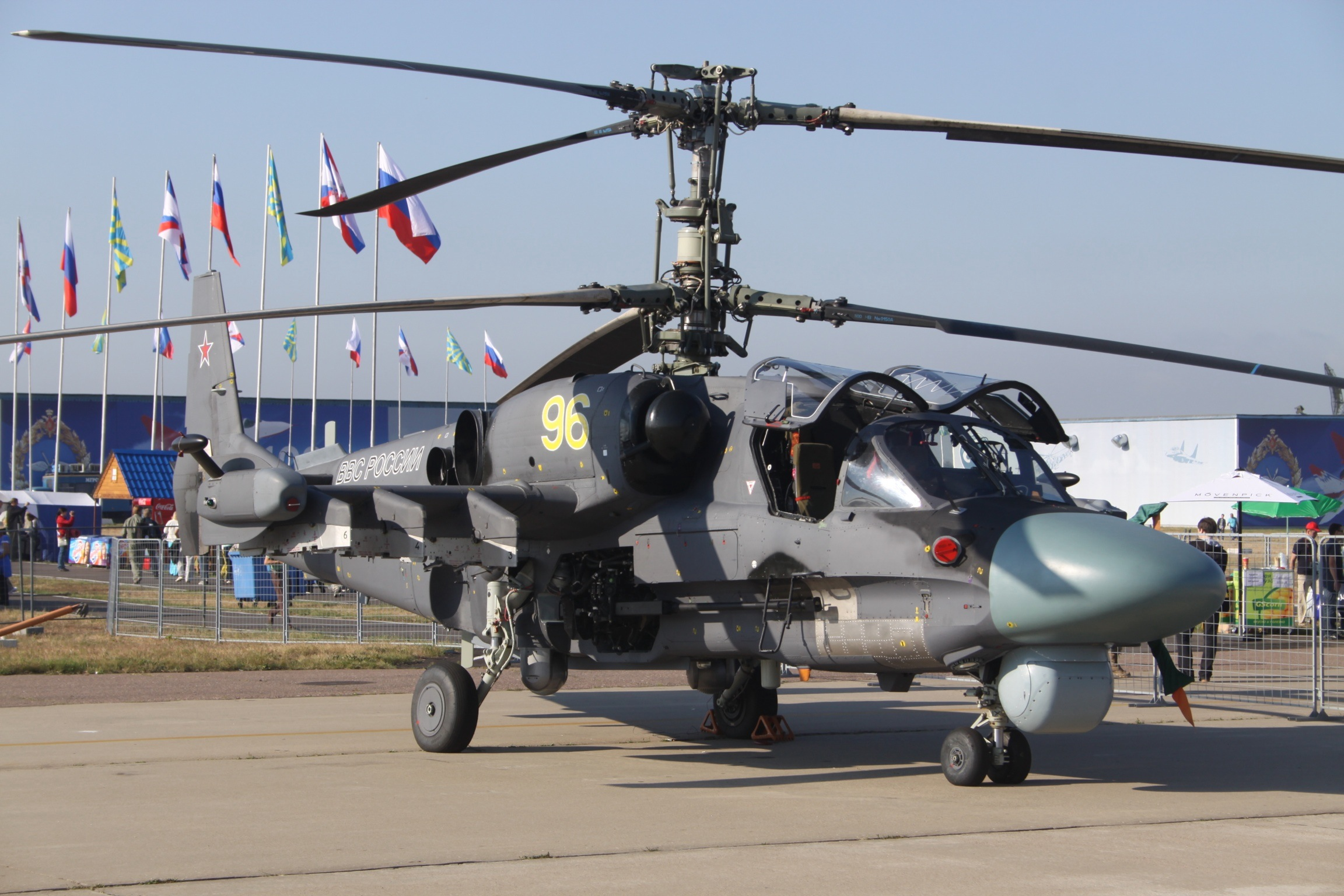
Kamow Ka-52

## Śmigłowce Kamow
- Ka-8
- Ka-10
- Ka-15
- Ka-18
- Ka-20
- Ka-22
- Ka-25
- Ka-26
- Ka-27
- Ka-28
- Ka-29
- Ka-31
- Ka-32
- Ka-37
- Ka-40
- Ka-50
- Ka-50-2 Erdogan
- Ka-52
- Ka-60 „Kasatka” (Orka)
- Ka-62 (cywilna wersja Ka-60)
- Ka-115
- Ka-118
- Ka-126
- Ka-128
- Ka-226